# Сурья (приток Усьвы)
Сурья (в верховьях — Большая Сурья) — река в Горнозаводском городском округе Пермского края, правый приток Усьвы. Впадает в Усьву справа в 255 км от её устья. Длина реки 20 км. Водосборная площадь 166 км². Истоки в лесах у границы со Свердловской областью (Новолялинский район). Течёт сначала на север, затем на юго-запад. Принимает несколько малых притоков, в том числе Рассоха-Сурья и Полуденная. После слияния с рекой Малая Сурья получает название собственно Сурья. Основной приток, река Пальничная, впадает слева в 5,4 км от устья. Сурья впадает в Усьву примерно в 6 км на север от посёлка Средняя Усьва.

## Данные водного реестра
По данным государственного водного реестра России, река относится к Камскому бассейновому округу, бассейн реки Кама, подбассейн — Кама до Куйбышевского водохранилища (без бассейнов рек Белой и Вятки), водохозяйственный участок реки — Чусовая от в/п пгт. Кын до устья. Код объекта в государственном водном реестре — 10010100712111100011368.